# Це Корея (фільм, 1951)
Це Корея (англ. This is Korea) — американський документальний фільм 1951 року про Корейську війну режисера Джона Форда. Сценарій до фільму був написаний Джеймсом Уорнером Беллом.
Фільм був випущений компанією Republic Pictures.

## Сюжет
У фільмі представлені подвиги Збройних сил США під час Корейської війни. У фільмі представлені подвиги зокрема 1-ї дивізії морської піхоти, 1-го крила морської авіації, 7-го флоту США та Армії США під час контрнаступу ООН у вересні 1950 року, Другої битви при Сеулі, наступу ООН на Північну Корею та битви при водосховищі Чосін.